# アマリュンケウス
アマリュンケウス（古希: Ἀμαρυνκεύς, Amarynkeus）は、ギリシア神話の人物である。エーリス地方の王の1人。テッサリアー地方出身のピュッティオス、オネーシマコス、あるいはアレクトールとディオゲネイアの子。オーレノス王デクサメノスの娘ムネーシマケーと結婚し、ディオーレース、ヒッポストラトスをもうけた。

## 神話
アマリュンケウスはエーリス地方の伝承に現れる人物である。パウサニアースによるとアマリュンケウスは戦争に長けた英雄で、父の代にエーリス地方に移住し、アマリュンケウスの代にアウゲイアースからエーリス地方の一部を領地として与えられたという。これはアウゲイアースがヘーラクレースの第5番目の難行である家畜小屋の掃除の報酬をめぐる裁判で不当にも報酬を与えなかったため、報復を恐れたアウゲイアースが双子の英雄モリオネおよびアマリュンケウスと同盟を結んだことによる。もっとも、実際にヘーラクレースが報復行動に出た際に、アマリュンケウスが戦ったとは語られていない。
アマリュンケウスの名前はすでにホメーロスの叙事詩『イーリアス』で言及されている。それはピュロス勢を率いる老将ネストールが若かりし頃の自慢話をするくだりで、アマリュンケウスの死後、王の息子たちが葬礼競技が催した際にネストールも参加して、拳闘でクリュトメーデース、相撲でアンカイオス、徒競走でイーピクロス、槍投げでピューレウスとポリュドーロスを破って勝利したが、戦車競走のみモリオネに勝利を奪われたと語られている。
子供たちのうち、ヒッポストラトスはアカイア地方のオーレノス王ヒッポノオスの娘ペリボイアの処女を奪った人物として伝わっている。これを知ったヒッポノオスは娘をカリュドーン王オイネウスのもとに送り、娘を殺すよう依頼したが、オイネウスはこれを後妻とした。ただしオイネウスがペリボイアと結婚した経緯には諸説ある。他の説ではヒッポストラトスはアマリュンケウスの血筋ではあるが、息子ではなく、ピュクテウスの息子であるという。
息子の1人ディオーレースは、アムピマコス、タルピオス、ポリュクセイノスとともに、エーリス地方の軍勢40隻を率いてトロイアー遠征軍に加わった。ただしヒュギーヌスの軍船リストではディオーレースの名前はなく、その代わりにアマリュンケウスの名前があり、ミュケーナイの軍勢19隻を率いたとある。